# Пролетарське (Багратіоновський район)
Пролета́рське (рос. Пролетарское) — селище Багратіоновського району, Калінінградської області Росії. Входить до складу Пограничного сільського поселення. Населення — 52 особи (2015 рік).